# Park Square, Londres
Park Square  est une place de Londres. 

## Situation et accès
Située au nord de Park Crescent, la place est délimitée au nord par Outer Circle, à l'est par Park Square East, au sud par Marylebone Road et à l'ouest par Park Square West. Immédiatement au nord se trouve Regent's Park. Elle se situe dans le quartier de Marylebone. C'est l'une des plus grandes places privées de Londres.
Les Park Square Gardens (jardins privés de Park Square) sont au centre de la place. Ils sont plantés de platanes et de tulipiers. Il existe un tunnel piétonnier privé, surnommé le tunnel des nourrices, reliant les jardins à ceux de Park Crescent et permettant de traverser Marylebone Road sans danger.
La station de métro Regent's Park, desservie par la ligne  Bakerloo, se trouve au sud de la place.

## Origine du nom

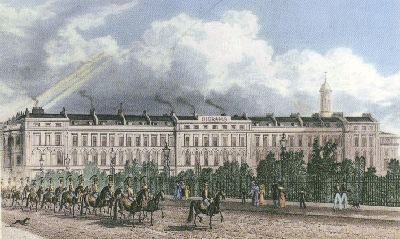
Park Square East en 1829.

Elle doit son nom à la proximité de Regent's Park.

## Historique
À l’origine, l’intention de l’architecte John Nash est de construire une vaste place circulaire (un circus), appelée Regent’s Circus. Park Crescent, la partie sud, est achevé en 1812 mais l’entrepreneur fait faillite. La partie nord, symétrique, ne sera jamais construite et John Nash révise ses plans, aménageant à sa place Park Square.
Les premiers platanes sont plantés en 1817, célébrant la bataille de Waterloo (1815).
Le tunnel des nourrices, ouvrage classé de grade II, est construit en 1821.
Les grandes et élégantes terraces en stuc de l’architecte John Nash qui entourent le square sont, elles, édifiées entre 1823 et 1824. 

## Bâtiments remarquables et lieux de mémoire
- Nos 1 à 12 (Park Square West) : bâtiments classés de grade I[6].

- No 18 (Park Square East)  : c’est à cette adresse qu’un diorama conçu par les Français Louis Daguerre et Charles Marie Bouton ouvre ses portes le 29 septembre 1823[7] ; le nom figure encore en haut du bâtiment.

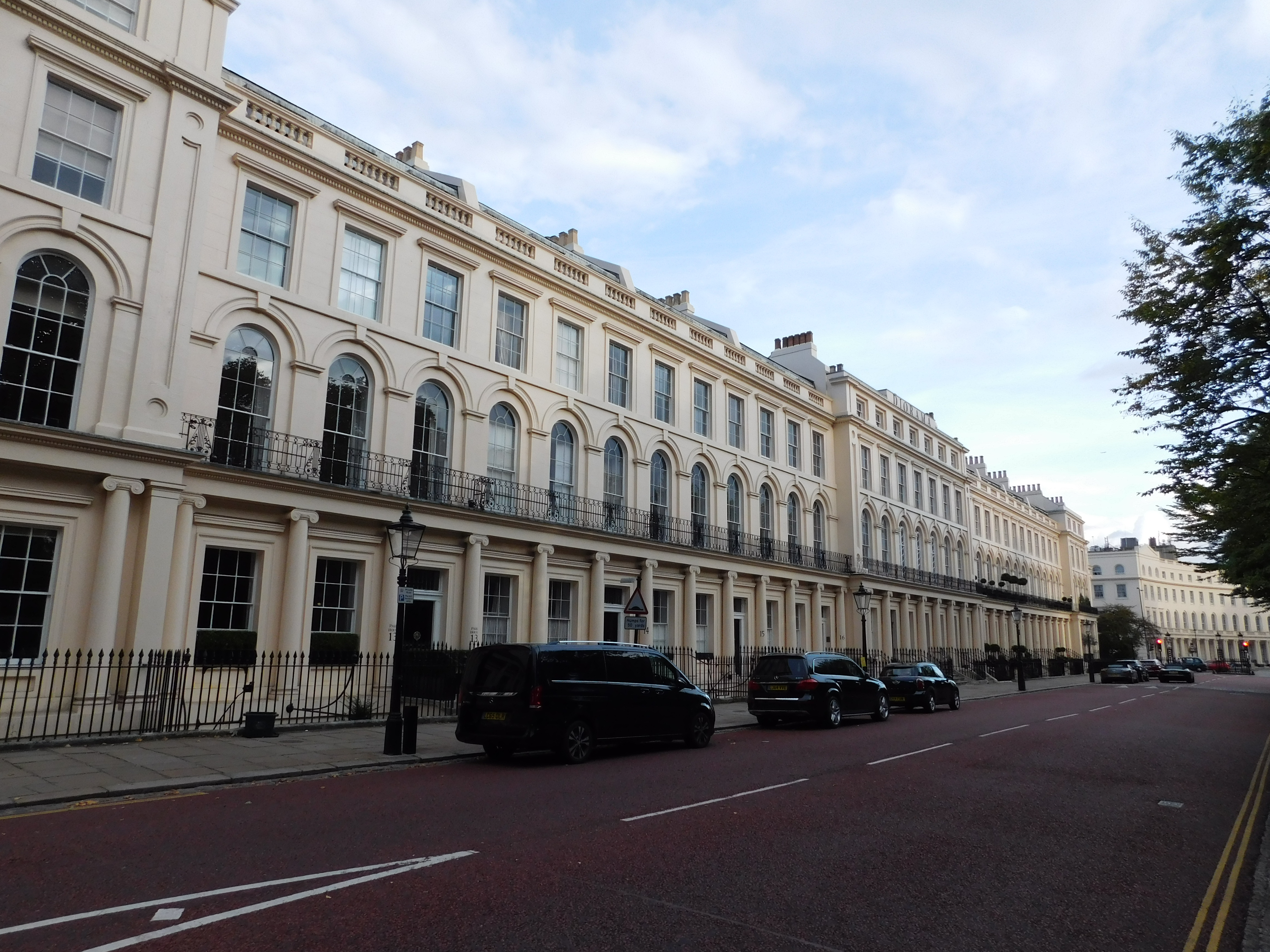
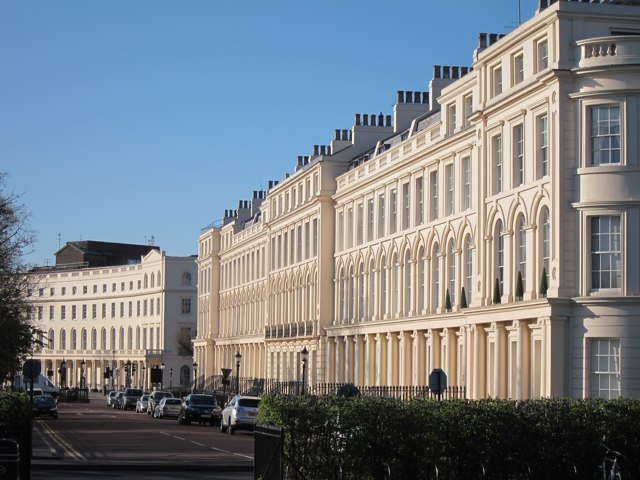
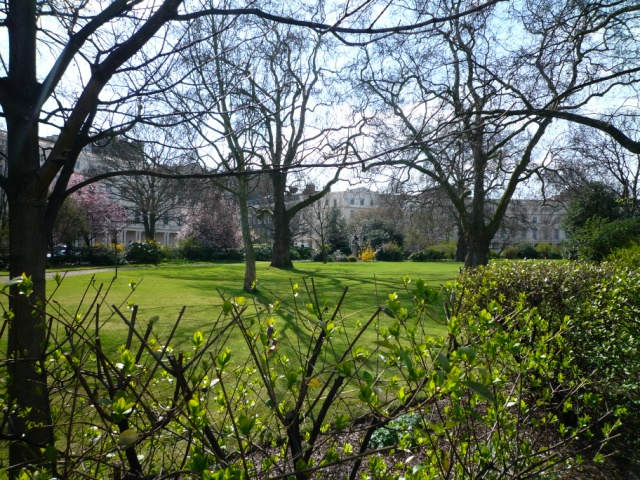
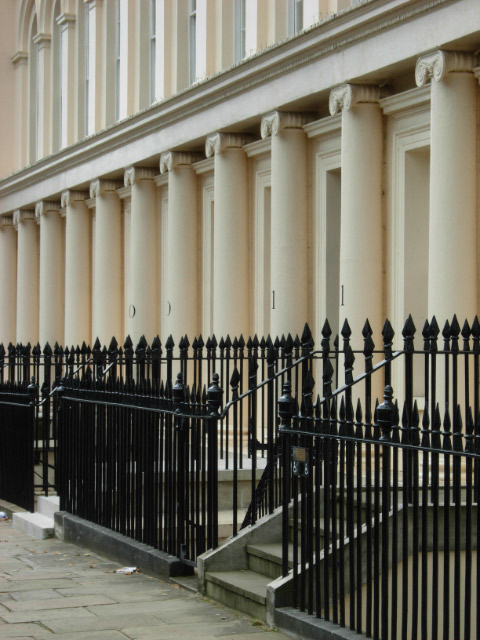